# ウォーレン国立公園
ウォーレン国立公園 (ウォーレンこくりつこうえん、英語: Warren National Park) は西オーストラリア州の南西部地域にある国立公園である。州都パースの南287km、ペンバートンの南15kmの地点にある。
公園内にはカリの老木が多数あり、いくつかの木は高さが90mに達する。これらのカリは1930年代から1940年代にかけて、火の見櫓建設のような用途に使用された。75mのデイヴ・エヴァンス200周年樹木が公園内にあり、1988年のオーストラリア200周年記念物に指定された。この木はペンダートン付近において観光客が登ることのできる3つの木のうちの1つである。
国立公園内にはウォーレン川が流れる。ウォーレン川にはマスやマロンが数多く生息しており、特定の時期には捕獲することができる。

## 脚注

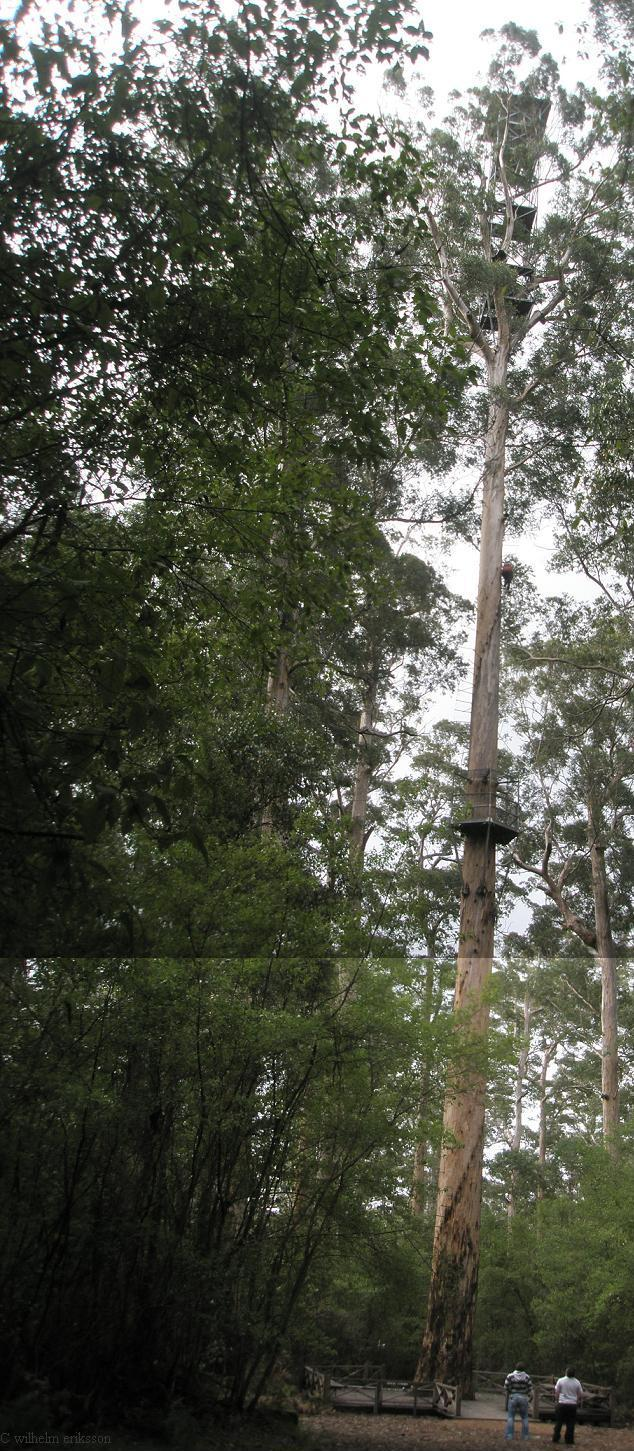
デイヴ・エヴァンス200周年樹木